# Hobrecht-Plan

Übersichtskarte des Bebauungsplans der Umgebungen Berlins (genehmigt am 18. Juli 1862)

Der Hobrecht-Plan ist die übliche Bezeichnung für den nach seinem Hauptverfasser James Hobrecht benannten und 1862 in Kraft getretenen Bebauungsplan der Umgebungen Berlins. Dieser sollte als Fluchtlinienplan die Führung von Ring- und Ausfallstraßen und die Bebauung der Städte Berlin und Charlottenburg sowie weiterer umgebender Gemeinden für die kommenden 50 Jahre regeln.

## Ausgangssituation
Im Zuge der Industrialisierung kam es auch in Deutschland zu einer Landflucht. Angelockt durch bessere Verdienstmöglichkeiten und ein größeres Angebot an Arbeitsplätzen stieg in Berlin die Einwohnerzahl von 172.122 im Jahr 1800 über 774.452 (1872) bis auf 1.902.509 im Jahr 1919.
Im selben Maße wie sich die Bevölkerungszahl vergrößerte, verschlechterten sich die hygienischen Verhältnisse, die Versorgung der Bevölkerung und vor allem die Wohn- und Lebensbedingungen. Die meist schmalen Straßen und Gassen der Innenstadt waren dem Verkehrsaufkommen kaum gewachsen. Eine sprunghaft wachsende Industrie trug zur Luftverschmutzung bei. Der Bevölkerungszuwachs führte zum Zuzug in die Vororte. Die Infrastruktur musste entwickelt werden. Bahnhöfe, breitere Straßen, ein ausgebautes Verkehrsnetz und die Schaffung technischer und hygienischer Voraussetzungen wurden nötig. Zudem behinderte die Versumpfung großer Flächen, beispielsweise in Charlottenburg und Wilmersdorf, eine Bebauung für Wohnzwecke und eine Befestigung der Straßen. Die Entwicklung einer Kanalisation zur Ableitung der Abwässer und die Versorgung mit sauberem Wasser, gleichzeitig die Verbesserung des Straßensystems ins Umland mussten vorgenommen werden.
Ausgehend von einem Anwachsen der Bevölkerung auf 1 1⁄2–2 Millionen Einwohner (1861: 524.900 Einwohner) und der damit verbundenen Verkehrs- und Verwaltungsentwicklung war eine einheitliche städtische Administration und Planung notwendig geworden.

## Planungsvorgaben
Die Verbesserung der städtischen Verhältnisse wurde mit dem Wachstum der Stadt unumgänglich. Es waren Planungen für technische und hygienische Maßnahmen und vor allem eine Anpassung der Verkehrsinfrastruktur notwendig.

James Hobrecht,
um 1890

Im Auftrag des preußischen Innenministeriums sollte ab 1858 eine Planungskommission des Königlichen Polizeipräsidiums Pläne schaffen, die der erwarteten Situation gerecht werden. Dafür war die Polizei zuständig, zu dieser Zeit als Baupolizei auch für die Stadt- und Infrastrukturplanung und wichtige Bauaufgaben. Vorsitzender der Kommission war der junge Regierungsbaumeister James Hobrecht, der jüngere Bruder des Reichstagsabgeordneten und späteren Oberbürgermeisters der Stadt Arthur Johnson Hobrecht.
Die Planung sollte in der Innenstadt die Straßen verbreitern und diese zu einem leistungsfähigen Straßennetz verbinden. Damit übereinstimmend waren die Voraussetzungen für eine Kanalisation und für Versorgungsleitungen zu schaffen. Für die schnell wachsenden Eisenbahnstrecken und Bahnhöfe sollten ebenfalls Flächen vorgesehen werden. Entsprechend dem Wunsch des Königs sollte das Stadtgebiet durch eine Boulevardstraße eingefasst und dazwischen eine Reihe von Radial- und Ausfallstraßen angelegt werden. Der König Friedrich Wilhelm IV. hatte als Vorbild die Pariser Straßenplanungen von Baron Georges-Eugène Haussmann. Im Gegensatz zu diesem Plan sollten in Berlin möglichst keine radikalen Straßendurchbrüche die historisch gewachsenen Stadtviertel zerstören. Ein rücksichtsloser Rückgriff auf private Flächen war rechtlich nicht möglich, alle in Anspruch genommenen Flächen mussten vom Staat erworben werden.

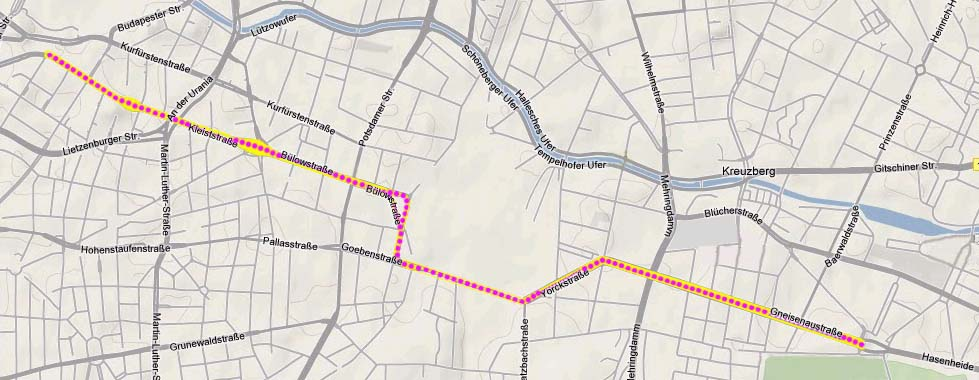
Karte des Berliner Generalszugs:
Der Breitscheidplatz am linken und der Südstern am rechten Ende

Nach der Kartografierung des Ist-Zustandes sollten bereits vorliegende Pläne gesichtet und in die spätere Planung eingearbeitet werden. Dazu gehörten die Vorschläge zur Stadtplanung von Karl Friedrich Schinkel, die Bebauungspläne von Johann Carl Ludwig Schmid von 1825 und 1830 und insbesondere die Stadtentwicklungspläne Peter Joseph Lennés, der vor allem als Garten- und Landschaftsarchitekt gearbeitet hatte. Lenné hatte im Jahr 1840 als einer der ersten einen Gesamtplan für Berlin und das Umland erstellt: Projektierte Schmuck- und Grenzzüge von Berlin mit nächster Umgebung. Viele von Lennés Vorstellungen und Ideen flossen in den Hobrecht-Plan ein. Eines der wichtigsten Elemente war der schon von Schmid in Ansätzen vorgesehene Generalszug, eine Abfolge von Straßen und Plätzen, die als Ost-West-Verbindung vom Südstern in Kreuzberg bis zum Breitscheidplatz in Charlottenburg reicht. Im Bereich des späteren Gleisdreieckgeländes war aufgrund der schnell zunehmenden Ausdehnung der Eisenbahnanlagen nach Festlegung des ursprünglichen Hobrecht-Plans eine Planänderung mit einer Südverschiebung erforderlich, die die Grundlage für die hier errichteten Yorckbrücken bildete.

## Der Hobrecht-Plan
Bedingt durch das Wachstum der Stadt und die 1861 erfolgten Eingemeindungen reichten die Planungen der Hobrecht-Kommission weit über das damalige Stadtgebiet hinaus. Der am 18. Juli 1862 als Bebauungsplan der Umgebungen Berlins genehmigte Hobrecht-Plan umfasste in 14 Abteilungen das bebaute und kartografisch erfasste unbebaute Land der Städte Berlin und Charlottenburg sowie der Gemeinden Reinickendorf, Weißensee, Lichtenberg, Boxhagen-Rummelsburg, Treptow, Rixdorf, Schöneberg und Wilmersdorf.

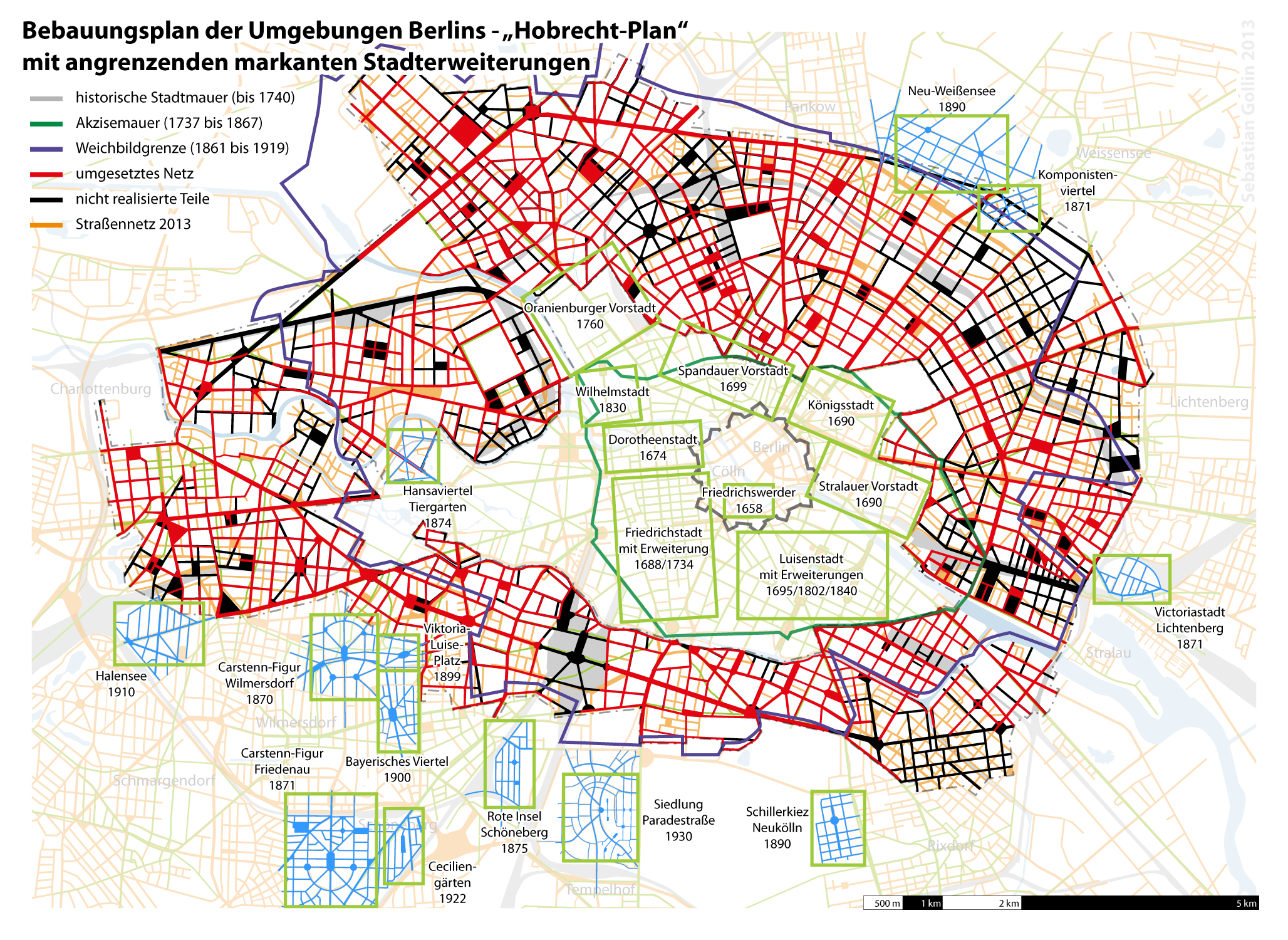
Umgesetzte und nicht realisierte Teile des Plans mit weiteren Stadterweiterungen

Der Plan sah zwei ringförmige Gürtelstraßen vor, die die Städte Berlin und Charlottenburg komplett umgeben. Die dazwischen liegenden noch unbebauten Flächen sollten durch Diagonalstraßen und nach allen Richtungen führende Ausfallstraßen in rechtwinklige Baublöcke aufgeteilt werden. Zur Straße sollten bürgerliche Wohnhäuser entstehen, in den Innenhöfen war Wohnraum für Arbeiter und Werkstätten vorgesehen. Hobrecht erwartete, dass dadurch verschiedene Bevölkerungsschichten friedlich zusammenleben könnten.

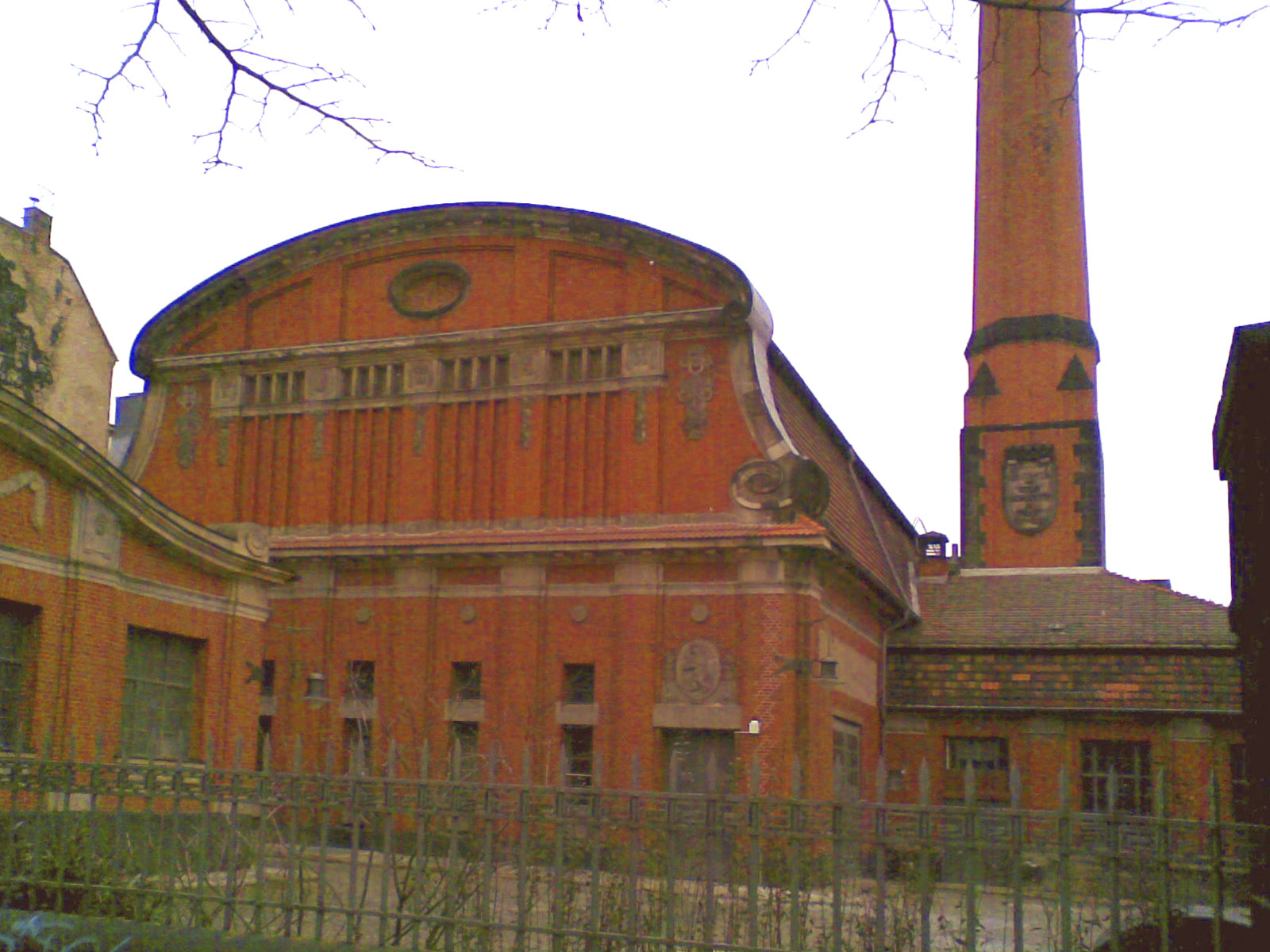
Das Pumpwerk im Radialsystem XI (Erich-Weinert-Straße zwischen Greifswalder Straße und Prenzlauer Allee)

Der Hobrecht-Plan selbst legte nur den Verlauf der Straßen und deren Grenzen fest, es handelt sich um einen reinen Fluchtlinienplan. Weitergehende Vorschriften zur Bebauung der Blocks (etwa über die Ausnutzung der Grundstücke und die Art der Nutzung) enthielt er nicht. Das war nach damaliger Rechtslage auch nicht möglich. Erst in Verbindung mit der 1853 erlassenen Baupolizeiordnung begünstigte er die Entstehung des wilhelminischen Mietskasernengürtels. Die Baupolizeiordnung schrieb innerhalb der recht großen Blöcke nur vor, dass die Bebauung maximal sechs Vollgeschosse bei einer Traufhöhe von 20 Metern umfassen durfte. Innenhöfe mussten eine Mindestfläche von 5,34 m × 5,34 haben, damit die Feuerwehrspritze wenden konnte.

## Folgen
Da das Bauen durch keine weitergehenden Vorschriften geregelt wurde, entstand in den Folgejahren eine sehr dichte Bebauung. Der Mangel an weitergehenden Vorschriften führte zu Immobilienspekulationen und dem Wachstum der berüchtigten Mietskasernen des ‚Steinernen Berlins‘, in denen die Menschen unter engsten Verhältnissen wohnten. Es entstanden im Innenbereich der Blöcke Hinter- und Seitenhäuser, die nur die geforderten Mindesthofflächen unüberbaut ließen. Die durch die schmalen Höfe nur spärlich beleuchteten Wohnungen und die durch die Enge und hohe Bewohnerzahl drastisch verschärften hygienischen Verhältnisse führten immer wieder zu Krankheiten. Erst durch die Einführung der Berliner Kanalisation mit den zwölf Radialsystemen und den Berliner Rieselfeldern bis 1893 besserten sich die Umstände.
Hobrecht als Verfasser des Planes wird oft als Hauptschuldiger für die Entstehung der Mietskasernen und der dortigen schlechten Wohnverhältnisse angesehen, und zwar schon seit dem Ende des 19. Jahrhunderts, unter anderem von Rudolph Eberstadt. Erst in der heutigen Zeit wird die Bedeutung des Hobrecht-Plans für die Stadtentwicklung anerkannt. Die eigentliche Verantwortung für die Entstehung der dichten Blockbebauung trugen die Spekulationen mit Immobilien und der Gesetzgeber, der damals seine Steuerungsfunktion für die Entwicklung kaum wahrnahm. Nicht die Planung ist die Ursache des Mietskasernen-Problems, sondern das Streben mit möglichst wenig Finanzeinsatz einen hohen Gewinnertrag zu erreichen. Trotz der negativen Wirkungen war der Hobrecht-Plan Voraussetzung für die Lösung des zur Jahrhundertwende entstehenden Wohnungsproblems und ermöglichte die für die Stadthygiene unumgängliche Einführung der Stadtentwässerung. Noch immer ist seine Planung bestimmend für weite Teile des Berliner Stadtbildes.

## Soziale Absichten, kritische Bewertung
James Hobrecht sprach der bewussten sozialen Vermischung der Bewohner in Vorder- und Hinterhäusern, Keller-, Dach- und Beletage-Wohnungen eine gesellschaftliche Wirkung zu:

„In der Mietskaserne gehen die Kinder aus den Kellerwohnungen in die Freischule über denselben Hausflur wie diejenigen des Rats oder Kaufmanns, auf dem Wege nach dem Gymnasium. Schusters Wilhelm aus der Mansarde und die alte bettlägerige Frau Schulz im Hinterhaus, deren Tochter durch Nähen oder Putzarbeiten den notdürftigen Lebensunterhalt besorgt, werden in dem ersten Stock bekannte Persönlichkeiten. Hier ist ein Teller Suppe zur Stärkung bei Krankheit, da ein Kleidungsstück, dort die wirksame Hilfe zur Erlangung freien Unterrichts oder dergleichen und alles das, was sich als das Resultat der gemütlichen Beziehungen zwischen den gleichgearteten und wenn auch noch so verschiedenen situierten Bewohner herausstellt, eine Hilfe, welche ihren veredelnden Einfluss auf den Geber ausübt. Und zwischen diesen extremen Gesellschaftsklassen bewegen sich die Ärmeren aus dem II. oder IV. Stock, Gesellschaftsklassen von höchster Bedeutung für unser Kulturleben, der Beamte, der Künstler, der Gelehrte, der Lehrer usw., und wirken fördernd, anregend und somit für die Gesellschaft nützlich. Und wäre es fast nur durch ihr Dasein und stummes Beispiel auf diejenigen, die neben ihnen und mit ihnen untermischt wohnen.“

Der linksliberale Stadtplaner, Architekturkritiker und Publizist Werner Hegemann verurteilte dagegen 1930 im Rückblick den Hobrecht-Plan als ein Vorhaben, das …

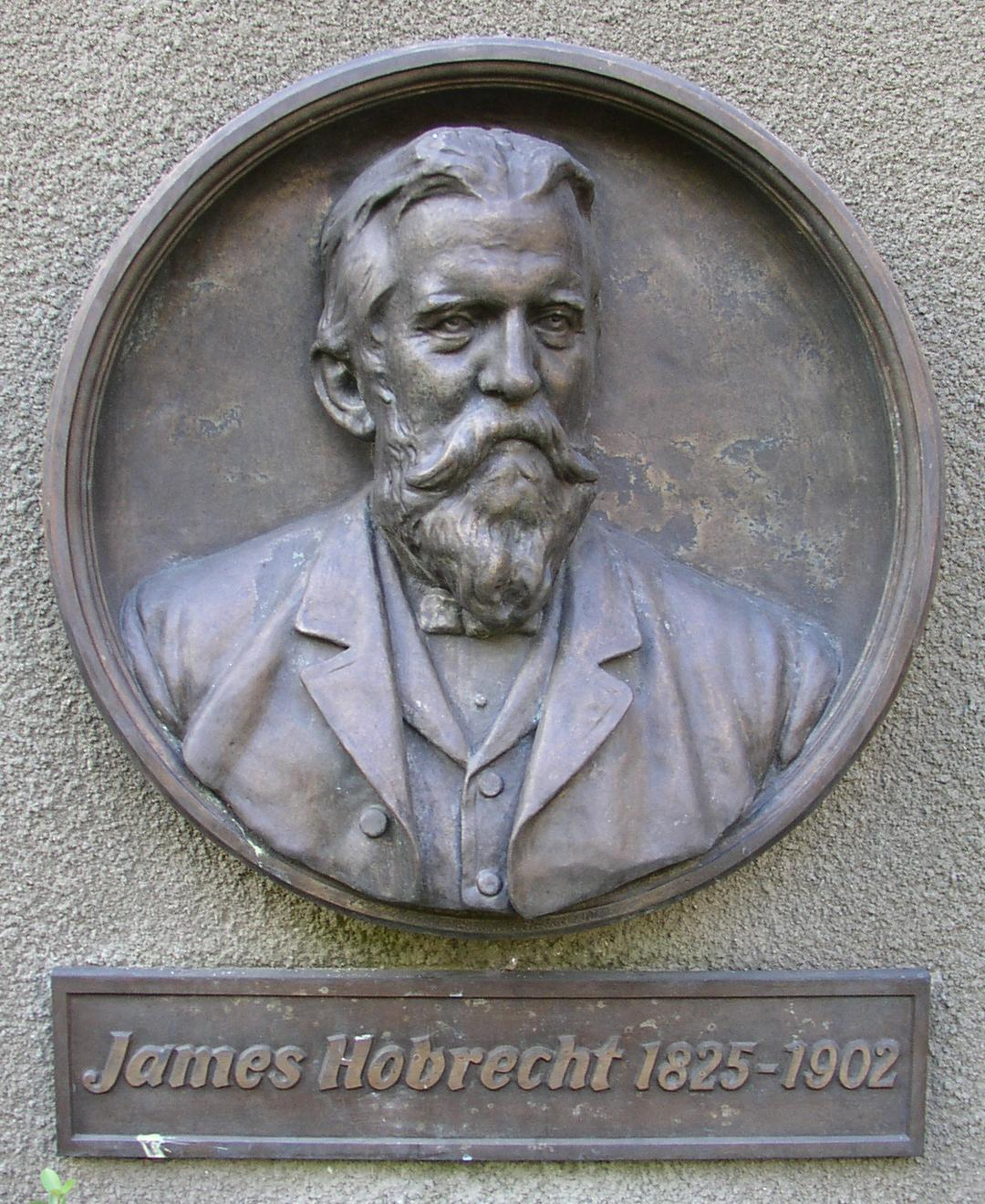
Gedenktafel für James Hobrecht in Hobrechtsfelde

„[…] unabsehbare grüne Flächen der Umgebung Berlins für den Bau dichtgepackter großer Mietskasernen mit je zwei bis sechs schlecht beleuchteten Hinterhöfen amtlich herrichtete und vier Millionen künftiger Berliner zum Wohnen in Behausungen verdammte, wie sie sich weder der dümmste Teufel noch der fleißigste Berliner Geheimrat oder Bodenspekulant übler auszudenken vermochte.“